# 1184
1184 (MCLXXXIV) var ett skottår som började en söndag i den julianska kalendern.

## Händelser

### Maj
- 21 maj – Ärkebiskop Absalon Hvide av Lund vinner en sjöseger över hertig Bogislav I av Pommern.

### Juni
- 15 juni – Den norske kungen Sverre Sigurdsson dräper sin rival om den norska kungamakten Magnus Erlingsson i slaget vid Fimreite. Därmed står Sverre som ensam kung av Norge till sin död 1202.

### Okänt datum
- Heinrich von Veldeke inleder med Eneiden den medelhögtyska konstepiken.

## Födda
- Vilhelm av Sabina.

## Avlidna
- 15 juni – Magnus Erlingsson, kung av Norge sedan 1161 (stupad i slaget vid Fimreite)
- 15 november – Beatrice I av Burgund, regerande grevinna av Burgund och tysk-romersk kejsarinna